# Katbergella bastet
Katbergella bastet är en insektsart som beskrevs av Alexander Fyodorovich Emeljanov 2005. Katbergella bastet ingår i släktet Katbergella och familjen vedstritar. Inga underarter finns listade i Catalogue of Life.